# Jérôme Accorsi
Pour les articles homonymes, voir Accorsi.
Pas d'image ? Cliquez ici

a Compétitions nationales et continentales officielles uniquement.

Dernière mise à jour le  .
Jérôme Accorsi, né le 24 août 1981, est un joueur français de rugby à XV qui évolue au poste de demi d'ouverture.